# ابر (فیلم ۲۰۰۰)
«ابر» (انگلیسی: cloud) فیلمی هندی است که در سال ۲۰۰۰ منتشر شد. از بازیگران آن می‌توان به بابی دیول، رانی موکرجی، اشوتوش رانا، آمریش پوری، جانی لور، آلوک نات، کولبوشان کارباندا، ماندیرا بدی، سنا سعید اشاره کرد.